# Güterumgehungsbahn
Eine Güterumgehungsbahn ist eine Eisenbahnstrecke, die speziell für die Benutzung durch Güterzüge konzipiert ist.

## Aufgabe
Güterumgehungsbahnen dienen zum einen dazu, den (Haupt-, bisweilen auch Kopf-)Bahnhof einer Stadt zu umfahren, um eine Beeinträchtigung des Personenverkehrs zu vermeiden, bzw. ganz allgemein um eine Trennung der Trassen des Personenverkehrs vom Güterverkehr zu ermöglichen.
Zum anderen soll durch eine Umfahrung der Innenstadt eine Gefährdung durch Gefahrgutunfälle vermieden werden, ebenso sollen die Anwohner entlang innerstädtischer Trassen vor Lärm geschützt werden sowie starken Steigungen zu umgehen.
Güterumgehungsbahnen werden bei betrieblichen Schwierigkeiten auch von Reisezügen befahren. Es gibt aber auch planmäßige Reisezüge, die in bestimmten Städten nicht halten und diese über die entsprechende Güterumgehungsbahn zwecks Entlastung der entsprechenden Hauptstrecke umfahren. In Deutschland sind das vor allem ICE Sprinter.

## Geschichte
Die ersten Wünsche nach Umgehungsbahnen für den damals langsamen und lärmreichen Güterverkehr gehen zurück in die Zeit um 1880. Das erste Teilstück der Güterumgehungsbahn Hamburg wurde 1902, der in Hannover 1909 in Betrieb genommen.
Im Zweiten Weltkrieg sowie im Kalten Krieg wurde der Eisenbahnverkehr um Aachen häufig über Güterumgehungsbahnen umgeleitet, so über die Nebenbahnen Stolberg–Walheim, Welkenraedt–Raeren und Welkenraedt–Montzen. Diese diente der Umfahrung  des Hauptbahnhofs sowie der zentralen städtischen Bahnanlagen. Teilweise sind diese heute stillgelegt. Wegen der Lage in einem Grenzgebiet, wo mehrere Fahrleitungsspannungen aufeinanderstießen, wurden sie nie komplett elektrifiziert.

## Liste von Güterumgehungsbahnen

### Deutschland
- Güterumgehungsbahn Bremen
- Güterumgehungsbahn Dortmund
- Güterumgehungsbahn Duisburg/Oberhausen, siehe Bahnstrecke Duisburg-Wedau–Bottrop Süd
- Güterumgehungsbahn Düsseldorf
- Güterumgehungsbahn Freiburg
- Güterumgehungsbahn Hamburg
- Güterumgehungsbahn Hannover
- Güterumgehungsbahn Karlsruhe
- Güterumgehungsbahn Köln
- Leipziger Güterring
- Hafenumgehungsbahn Lübeck, siehe Bahnstrecke Brandenbaum–Konstinbahnhof
- Güterumgehungsbahn Mainz
- Güterumgehungsbahn Mönchengladbach, siehe Bahnstrecke Krefeld–Rheydt
- Güterumgehungsbahn München, siehe Münchner Nordring
- Güterumgehungsbahn Münster
- Güterumgehungsbahn Nürnberg, siehe Ringbahn Nürnberg
- Güterumgehungsbahn Stuttgart, siehe Bahnstrecke Stuttgart-Untertürkheim–Kornwestheim
- Güterumgehungsbahn Trier, siehe Trierer Weststrecke

### Weitere europäische Länder
- Belgien: Lüttich siehe Bahnstrecke Y Voroux–Kinkempois (L 36A), Bahnstrecke Aachen–Tongern (L 24) sowie Bahnstrecke Rheydt–Antwerpen-Berchem
- Dänemark: Kopenhagen
- Frankreich: Lille, Straßburg
- Litauen: Vilnius
- Italien: Bologna, Mailand (Südliche Gürtelbahn), Mestre (stillgelegt), Rom (unvollendet), Udine
- Niederlande: Utrecht
- Österreich: St. Pölten, Innsbruck
- Polen: Posen, Liegnitz, Breslau
- Spanien: Barcelona, Madrid
- Tschechien: Prag (Bahnstrecke Kolín–Děčín)
- Ukraine: Kiew
- Vereinigtes Königreich: North London Line, West London Line, Swansea Avoiding Line, Doncaster Avoiding Line

### Andere Länder außerhalb Europas
- Ägypten: Kairo
- Australien: Sydney
- China: Jinan
- Indien: Delhi
- Kanada: Toronto
- Russland: Wolgograd, Nowosibirsk
- Thailand: Bangkok siehe Bahnstrecke Khlong Sip Kao–Kaeng Khoi

Nakhon Ratchasima siehe Bahnstrecke Kaeng Khoi Junction–Bua Yai Junction
- USA: Philadelphia, Indianapolis, Chicago